# Glen Levit
 (mars 2023).
Si vous disposez d'ouvrages ou d'articles de référence ou si vous connaissez des sites web de qualité traitant du thème abordé ici, merci de compléter l'article en donnant les références utiles à sa vérifiabilité et en les liant à la section « Notes et références ».
Glen Levit est un hameau canadien de la paroisse d'Addington dans le comté de Restigouche dans le Nord du Nouveau-Brunswick. Il y a une caserne de pompiers.

## Annexe
- Paroisse d'Addington
- Comté de Restigouche